# Rimozione di un crogiolo rotto
Il dipinto Rimozione di un crogiolo rotto (in francese, Enlèvement d'un creuset brisé)  è opera del pittore Constantin Meunier.

## Storia e descrizione
La scena rappresentata in questo dipinto si svolgeva (e probabilmente si svolge ancora), in particolari circostanze, nella storica vetreria di Val Saint-Lambert, che è situata non lontano da Liegi: quindi quest'opera d'arte rappresenta anche un documento sul lavoro degli operai, in un determinato tipo di fabbrica. Proposto al Salon di Bruxelles del 1884, il dipinto attrasse l'attenzione del critico d'arte Max Waller, che per la relazione alla mostra ne stese questa descrizione: "Gli operai, attaccati alla pesante massa incandescente, hanno un aspetto tragico da ciclopi. Essi lavorano con i muscoli tesi, con le mani serrate, con i visi grondanti e, nel chiaroscuro, formano come un grappolo di forza e di fatica.
Di questa tela esistono due versioni, dipinte a poche settimane l'una dall'altra. In una lettera, spedita a Georg Treu, Constantin Meunier descrisse il faticoso lavoro in quella vetreria. "Il vetro è fuso in grandi crogioli di terra refrattaria e sottoposto all'azione di intenso calore  in un forno. Può accadere, in dato un momento, che si formi una fenditura nel crogiolo e allora il vetro liquefatto si spande sul fuoco  e bisogna subito sostituire il crogiolo rotto. Interviene allora un gruppo di operai specializzati che rimuovono il crogiolo incandescente, con l'aiuto di un carrello di ferro.
Per lo sforzo, potente ed equilibrato, cui sono sottoposti questi operai, il dipinto fa pensare quasi ad un gruppo scultoreo. Le linee, i chiaroscuri, il movimento, la splendente fonte di luce sono realizzati a discapito del cromatismo, elemento meno importante per questo artista. Per realizzare il dipinto Constantin Meunier fece molti disegni e schizzi, alcuni probabilmente ripresi dal vero.

### Esposizioni
- 1884, Exposition Triennale - Salon de 1884, Bruxelles, (n. 608)
- 1885, Exposition triennale - Salon de 1885, Anversa, (n. 253)
- 1909, Constantin Meunier, Lovanio, (n. 421)
- 1928, Exposition Constantin Meunier, Bruxelles (n. 41)
- 1932, Les maîtres de la Societé libre des beaux-arts, Bruxelles[5]
- 1933, Le visage de Liège, Liegi (n. 1933)
- 1991-1992, Il lavoro dell'uomo da Goya a Kandinskij, Braccio di Carlo Magno, Città del Vaticano[6]